# José Cifuentes
Pour les articles homonymes, voir Cifuentes.
José Cifuentes, né le 12 mars 1999 à Esmeraldas, est un footballeur international équatorien jouant au poste de milieu de terrain à l'Aris Salonique, en prêt de Rangers FC.

## Biographie

### En club
En juin 2019, le club écossais du Celtic FC s'intéresse à Cifuentes, tandis qu'en août 2019, le journal britannique The Sun affirme que le club anglais de Manchester City a offert deux millions de livres sterling au club de Cifuentes, pour qu'il rejoigne leur équipe. Son club confirme ensuite qu'il a rejeté les deux offres pour Cifuentes, estimant que les clubs européens n'avaient pas proposé un montant correspondant à sa vraie valeur.
Il signe finalement en faveur du Los Angeles FC en Major League Soccer le 13 janvier 2020 pour un montant de trois millions de dollars.
Au terme d'une saison 2022 aboutie, il décroche avec son équipe le Supporters' Shield 2022 avant de remporter la première Coupe MLS de l'histoire de la franchise en 2022.
Le 3 août 2023, José Cifuentes est transféré du Los Angeles FC au Rangers FC pour un montant estimé à 1,2 million de livres,. Il signe un contrat de quatre ans avec la formation écossaise.

### En sélection
Avec les moins de 20 ans, il participe au championnat sud-américain des moins de 20 ans en 2019. Lors de cette compétition organisée au Chili, il est titulaire et joue neuf matchs. Il s'illustre en inscrivant un but contre l'Argentine. Il officie par ailleurs comme capitaine lors des deux derniers matchs. Avec un total de six victoires, un nul et deux défaites, l'Équateur remporte le tournoi.
Cette performance lui permet de disputer quelques mois plus tard la Coupe du monde des moins de 20 ans, qui se déroule en Pologne. Lors du mondial junior, il est de nouveau titulaire et joue sept matchs. Il se met en évidence en inscrivant un but contre les États-Unis en quart de finale. L'Équateur termine troisième du mondial. 
Par la suite, avec les moins de 23 ans, il participe aux Jeux panaméricains lors de l'été 2019.
Il joue son premier match avec l'équipe nationale A le 6 septembre 2019, lors d'un match amical contre le Pérou. Il joue neuf minutes lors de cette rencontre, pour une victoire 1-0.
Le 14 novembre 2022, il est sélectionné par Gustavo Alfaro pour participer à la Coupe du monde 2022.

## Statistiques

### En sélection nationale
| Saison                | Sélection             | Phases finales        | Phases finales | Phases finales | Phases finales | Éliminatoires CDM | Éliminatoires CDM | Éliminatoires CDM | Matchs amicaux | Matchs amicaux | Matchs amicaux | Total | Total | Total |
| Saison                | Sélection             | Compétition           | M              | B              | Pd             | M                 | B                 | Pd                | M              | B              | Pd             | M     | B     | Pd    |
| --------------------- | --------------------- | --------------------- | -------------- | -------------- | -------------- | ----------------- | ----------------- | ----------------- | -------------- | -------------- | -------------- | ----- | ----- | ----- |
| 2019-2020             | Équateur              | -                     | -              | -              | -              | -                 | -                 | -                 | 3              | 0              | 0              | 3     | 0     | 0     |
| 2021-2022             | Équateur              | -                     | -              | -              | -              | 2                 | 0                 | 0                 | 3              | 0              | 0              | 5     | 0     | 0     |
| 2022-2023             | Équateur              | Coupe du monde 2022   | 2              | 0              | 0              | -                 | -                 | -                 | 6              | 0              | 1              | 8     | 0     | 1     |
| 2023-2024             | Équateur              | Copa América 2024     | 0              | 0              | 0              | 3                 | 0                 | 0                 | 2              | 0              | 0              | 5     | 0     | 0     |
| Total sur la carrière | Total sur la carrière | Total sur la carrière | 2              | 0              | 0              | 5                 | 0                 | 0                 | 14             | 0              | 1              | 21    | 0     | 1     |

## Palmarès

### En club
Los Angeles FC
- Vainqueur de la Coupe MLS en 2022
- Vainqueur du Supporters' Shield en 2022
- Finaliste de la Ligue des champions de la CONCACAF en 2020 et 2023

 Rangers FC
- Vainqueur de la Coupe de la Ligue écossaise en 2024

### En sélection
Équateur -20 ans
- Vainqueur du championnat sud-américain des moins de 20 ans en 2019